# Tournefortia bicolor
Tournefortia bicolor là loài thực vật có hoa trong họ Mồ hôi. Loài này được Sw. miêu tả khoa học đầu tiên năm 1788.